# ユニオン郡 (ルイジアナ州)
ユニオン郡（ユニオンぐん、英: Union Parish）は、アメリカ合衆国ルイジアナ州の北部に位置する郡である。2010年国勢調査での人口は22,721人であり、2000年の22,803人から0.4％減少した。郡庁所在地はファーマービル（人口3,860人）であり、同郡で人口最大の町でもある。
ユニオン郡はモンロー大都市圏に属しており、またモンロー・バストロップ広域都市圏を構成している。

## ユニオン郡記念碑

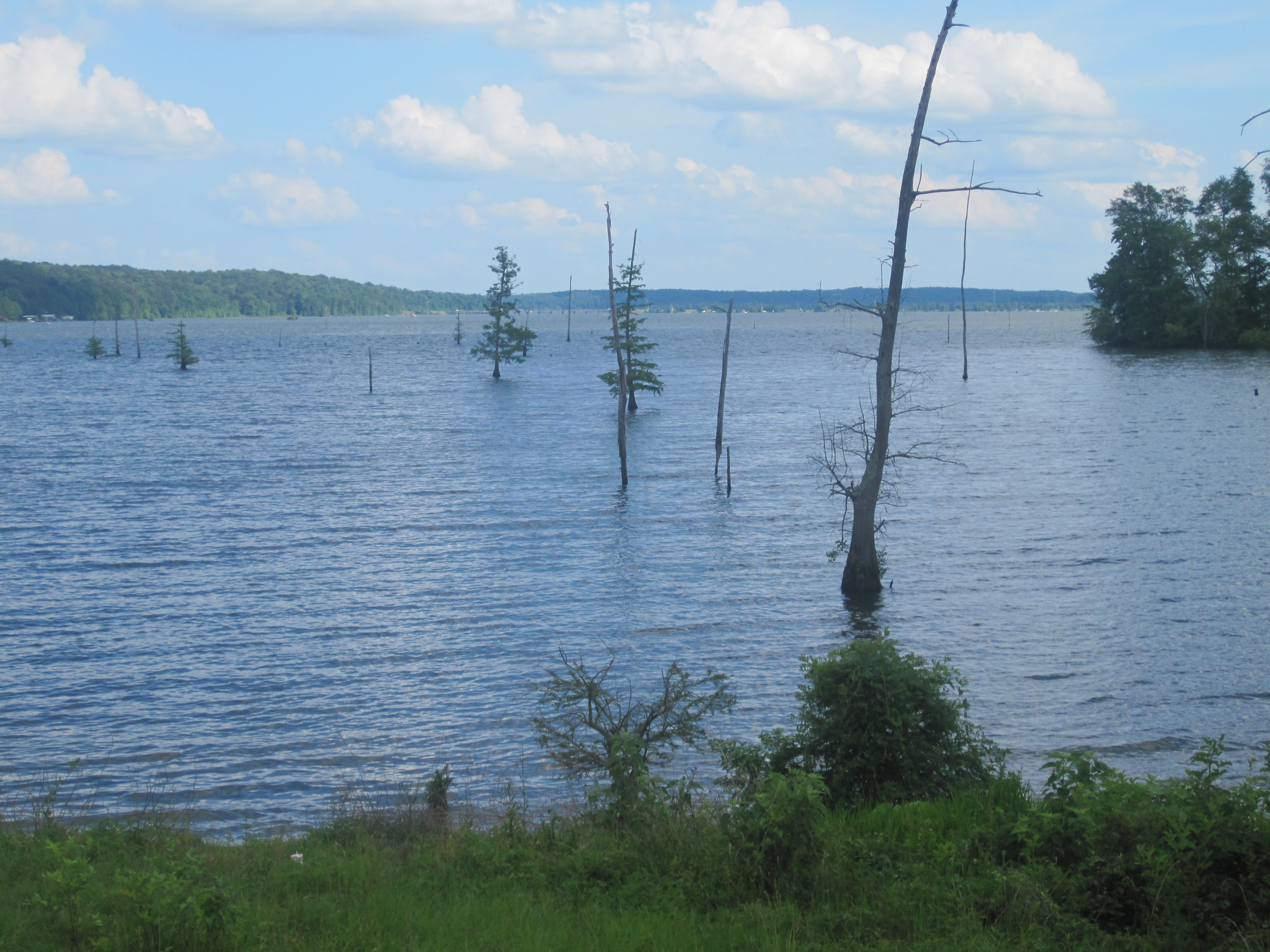
ファーマービル西のダーボン湖

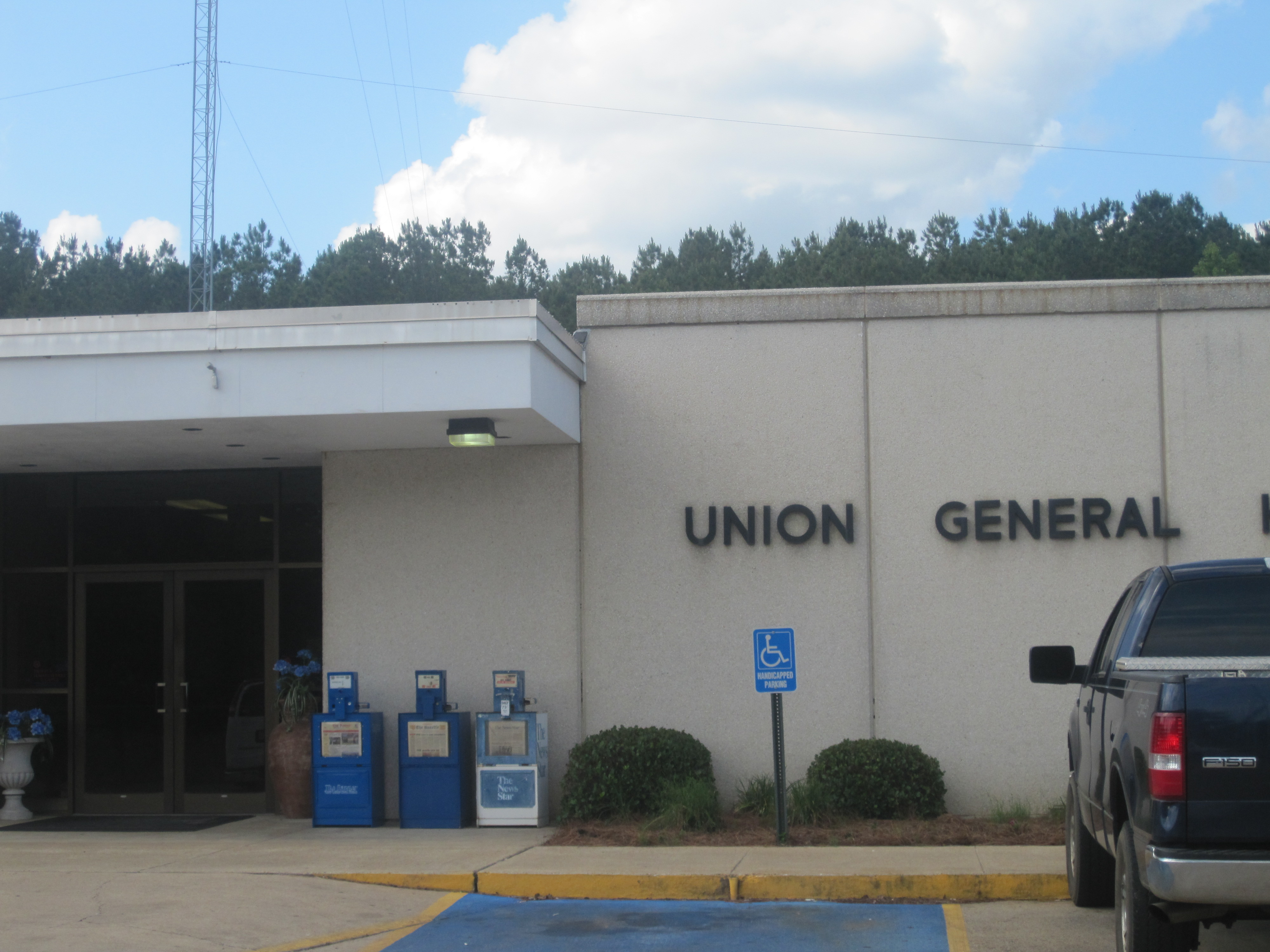
ファーマービルにあるユニオン総合病院

1931年、隣接するアーカンソー州ユニオン郡との州境（郡境）に記念碑が建てられた。これは、アーカンソー州知事ジョージ・ワシントン・ドナヒー（1856年-1937年）個人の努力によるものだった。ドナヒーはルイジアナ州ユニオン郡で生まれ、州境地域で育ち、10代の時にアーカンソー州コンウェイに移転した。アーカンソー州知事としてのドナヒーは州都リトルロックに州集会議事堂を建設し、州立医療施設とその農業カレッジ設立に貢献した。知事を辞任した後は、2つの州に親近感を抱き、記念碑周りの土地に公園建設を始めた。この記念碑はアール・デコ調の複雑な彫刻で知られ、1831年と1931年のそれぞれ異なる交通手段を伝え、またドナヒーがその教育プログラムを賞賛するヒューイ・P・ロング・ジュニアについて言及している。この土地は両州の州立公園局に登録されてはいない。木材会社が周りの木を切り払い、記念碑は忘れられた存在になった。1975年、ルイジアナ州下院議員ルイーズ・B・ジョンソンがこの記念碑を改修するための法案を成立させた。改修後の記念碑は2009年に公開された。

## 地理
アメリカ合衆国国勢調査局に拠れば、郡域全面積は905平方マイル (2,345 km2)であり、このうち陸地878平方マイル (2,373 km2)、水域は28平方マイル (72 km2)で水域率は3.06％である。
ユニオン郡は地理的にルイジアナ州北端の中央にあり、文化、政治および教育の分野で深く結びついているリンカーン郡によく似ている。一帯が松の丘陵カントリーと呼ばれ、州北東部の平らで硬木のあるデルタ地帯とは大変異なっている。

### 主要高規格道路
- アメリカ国道63号線/アメリカ国道167号線
- ルイジアナ州道2号線
- ルイジアナ州道15号線
- ルイジアナ州道33号線

### 隣接する郡
- ユニオン郡 (アーカンソー州) - 北西
- アシュリー郡 (アーカンソー州) - 北東
- モアハウス郡 - 東
- ワシタ郡 - 南東
- リンカーン郡 - 南西
- クレイボーン郡 - 西

ユニオン郡はアーカンソー州ユニオン郡と隣接しており、このように隣接する州に同名の郡が隣接してあるのは稀な例である。他にはフロリダ州とアラバマ州のエスカンビア郡、マサチューセッツ州とロードアイランド州のブリストル郡、メリーランド州とデラウェア州のケント郡、テキサス州とルイジアナ州のサビーン郡がある。

### 国立保護地域
- ダーボン国立野生生物保護区（部分）
- ワシタ川上流国立野生生物保護区（部分）

## 人口動態
以下は2000年の国勢調査による人口統計データである。
| 基礎データ - 人口: 22,803人 - 世帯数: 8,857 世帯 - 家族数: 6,412 家族 - 人口密度: 10人/km2（26人/mi2） - 住居数: 10,873軒 - 住居密度: 5軒/km2（12軒/mi2） 人種別人口構成 - 白人: 69.79% - アフリカン・アメリカン: 27.95% - ネイティブ・アメリカン: 0.19% - アジア人: 0.26% - 太平洋諸島系: 0.05% - その他の人種: 1.26% - 混血: 0.50% - ヒスパニック・ラテン系: 2.02% 年齢別人口構成 - 18歳未満: 25.7% - 18-24歳: 9.1% - 25-44歳: 26.5% - 45-64歳: 23.8% - 65歳以上: 14.9% - 年齢の中央値: 37歳 - 性比（女性100人あたり男性の人口） - 総人口: 94.5 - 18歳以上: 90.9 | 世帯と家族（対世帯数） - 18歳未満の子供がいる: 31.3% - 結婚・同居している夫婦: 55.3% - 未婚・離婚・死別女性が世帯主: 13.7% - 非家族世帯: 27.6% - 単身世帯: 24.9% - 65歳以上の老人1人暮らし: 11.0% - 平均構成人数 - 世帯: 2.52人 - 家族: 3.01人 収入と家計 - 収入の中央値 - 世帯: 29,061米ドル - 家族: 36,035米ドル - 性別 - 男性: 30,494米ドル - 女性: 21,070米ドル - 人口1人あたり収入: 14,819米ドル - 貧困線以下 - 対人口: 18.6% - 対家族数: 14.3% - 18歳未満: 25.6% - 65歳以上: 17.7% |

## 都市と町

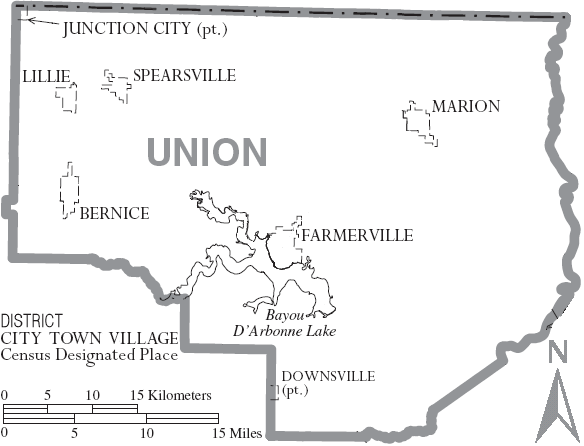
ユニオン郡図

| - バーニス - ダウンズビル - ファーマービル - 郡庁所在地 - ジャンクションシティ | - リリー - マリオン - スペアズビル - スターリントン |

### 未編入の町
- シャイロー
- ポイント

## 教育と宗教
ユニオン郡教育委員会が地元の公立学校を運営している。